# Auður Sveinbjörnsdóttir Scheving
Auður Sveinbjörnsdóttir Scheving (Reykjavik, 26 juli 2003) is een voetbalspeelster uit IJsland. Ze speelt als keeper voor Stjarnan FC in de Úrvalsdeild. 
Auður Sveinbjörnsdóttir Scheving begon haar carrière bij Valur Reykjavik. In 2018 maakte ze haar debuut voor Valur. Door een gebrek aan perspectief verhuurde Valur Scheving in 2020 aan ÍB Vestmannaeyja. Voor die club kwam Scheving tot 19 wedstrijden in twee seizoenen.
In 2022 tekende Scheving een contract bij UMF Afturelding. Daar maakte ze haar debuut op 13 mei 2022 in een met 2-1 gewonnen uitduel bij Keflavik ÍF. De volgende vier wedstrijden mocht Scheving in de basis starten.
In 2023 maakte Scheving de overstap naar Stjarnan FC. Voor deze club maakte ze haar debuut op 24 mei 2015 in een met 1-0 verloren uitduel tegen UMF Tindastóll. Door de behaalde tweede plaats in het voorgaande seizoen mocht Stjarnan aantreden in kwalificaties voor de UEFA Women's Champions League. Stjarnan reisde af naar Enschede waar het op Sportpark Schreurserve aantrad tegen Levante UD. Door met 4-0 te verliezen wist Stjarnan de Champions League niet te halen. Het twee duel werd wel naar penalty's gewonnen tegen Sturm Graz. Scheving bleef beide wedstrijden op de bank.

## Statistieken
| Seizoen    | Club             | Land    | Competitie  | Wedstrijden | Doelpunten |
| ---------- | ---------------- | ------- | ----------- | ----------- | ---------- |
| 2017-2019  | Valur Reykjavik  | IJsland | Úrvalsdeild | 2           | 0          |
| 2018-2020  | ÍB Vestmannaeyja | IJsland | Úrvalsdeild | 19          | 0          |
| 2022       | UMF Afturelding  | IJsland | Úrvalsdeild | 5           | 0          |
| 2022       | ÍB Vestmannaeyja | IJsland | Úrvalsdeild | 6           | 0          |
| 2023-heden | Stjarnan FC      | IJsland | Úrvalsdeild | 12          | 0          |
| Totaal     | Totaal           | Totaal  | Totaal      | 44          | 0          |

Laatste update: dec 2023

## Internationaal
Auður Sveinbjörnsdóttir Scheving maakte in juli 2023 haar debuut in de selectie voor het IJslandse nationale team in een met 1-2 verloren thuiswedstrijd tegen Finland. In de daaropvolgende wedstrijd, tegen Oostenrijk, zat Scheving opnieuw bij de selectie.